# K-3 Leninskij Komsomol
Il K-3 Leninskij Komsomol (in russo: К-3 Ленинский Комсомол, letteralmente "gioventù di Lenin") è stato il primo sottomarino nucleare sovietico. Appartenente alla classe November, entrò in servizio nel luglio 1958 e fu radiato alla fine degli anni ottanta. Fu uno dei due esemplari della versione base (Progetto 627) costruiti.

## Storia
La costruzione iniziò nel cantiere navale Sevmash di Severodvinsk il 24 settembre 1955. Il battello venne varato il 9 agosto 1957, entrò in servizio il 1º luglio 1958 e prese il mare il 3 luglio: il giorno dopo, il reattore nucleare fu acceso per la prima volta. 
Nonostante il fatto che i documenti sovietici si fossero riferiti al K-3 come ad una nave sperimentale, in realtà il sottomarino prestò servizio a tutti gli effetti nella marina

### Impiego operativo
Il 12 marzo 1959 il battello entrò a far parte della 206ª Brigata della Flotta del Nord, basata a Zapadnaya Litsa.
Il 17 giugno 1962 il sottomarino raggiunse il Polo Nord in immersione, primo tra i sottomarini sovietici (impresa compiuta quasi quattro anni prima dal Nautilus), ed emerse tra i ghiacci (fatto avvenuto tre anni prima con lo USS Skate (SSN-578)). Per questa impresa, fu insignito del nome Leninskij Komsomol e il suo equipaggio prese parte più a congressi e conferenze che ad operazioni militari (nel frattempo il K-3 fu sottoposto ad alcune modifiche: lo scafo fu rinforzato e venne installato un equipaggiamento migliore per la navigazione subacquea).
Nell'estate 1967, quando un sottomarino assegnato ad un pattugliamento nel Mediterraneo non era più disponibile, la marina incaricò il K-3 di quella pattuglia. Quando raggiunse il Mediterraneo, ci fu un guasto all'impianto di raffreddamento e la temperatura a bordo salì a 35-40 °C. Durante la missione, pedinò un SSBN americano.
L'8 settembre 1967 mentre navigava in immersione nel Mar di Norvegia, per il problema all'impianto di raffreddamento, scoppiò un incendio a bordo. Il sottomarino fu costretto ad emergere e tornò alla base quattro giorni dopo. Alla fine si contarono 39 vittime,  causate in parte anche dal sistema antincendio, composto da un gas a base di anidride carbonica che asfissiò molti marinai.
Il 1 gennaio 1970 il Leninskij Komsomol attraversò il meridiano di Greenwich a quota 70° alle ore 00.00 del fuso orario di Mosca: è stato il primo sottomarino al mondo ad aver attraversato il canale di Greenwich.

## Destino
Il K-3 fu radiato nel gennaio 1988, dopo ben 30 anni di servizio.
Nel 2004 fu presa la decisione di trasformare il battello in una nave museo da esporre inizialmente a San Pietroburgo vicino all'incrociatore Aurora. La spesa prevista era di 500 milioni di rubli (11 milioni di euro del 2004). Tuttavia, nel 2008, i lavori ancora non erano iniziati. I lavori iniziarono nell'aprile 2017: il reattore nucleare fu rimosso mentre attraccava a secco nel cantiere Nerpa a Snežnogorsk, Oblast' di Murmansk, con piani per far galleggiare il sottomarino entro la fine del mese.

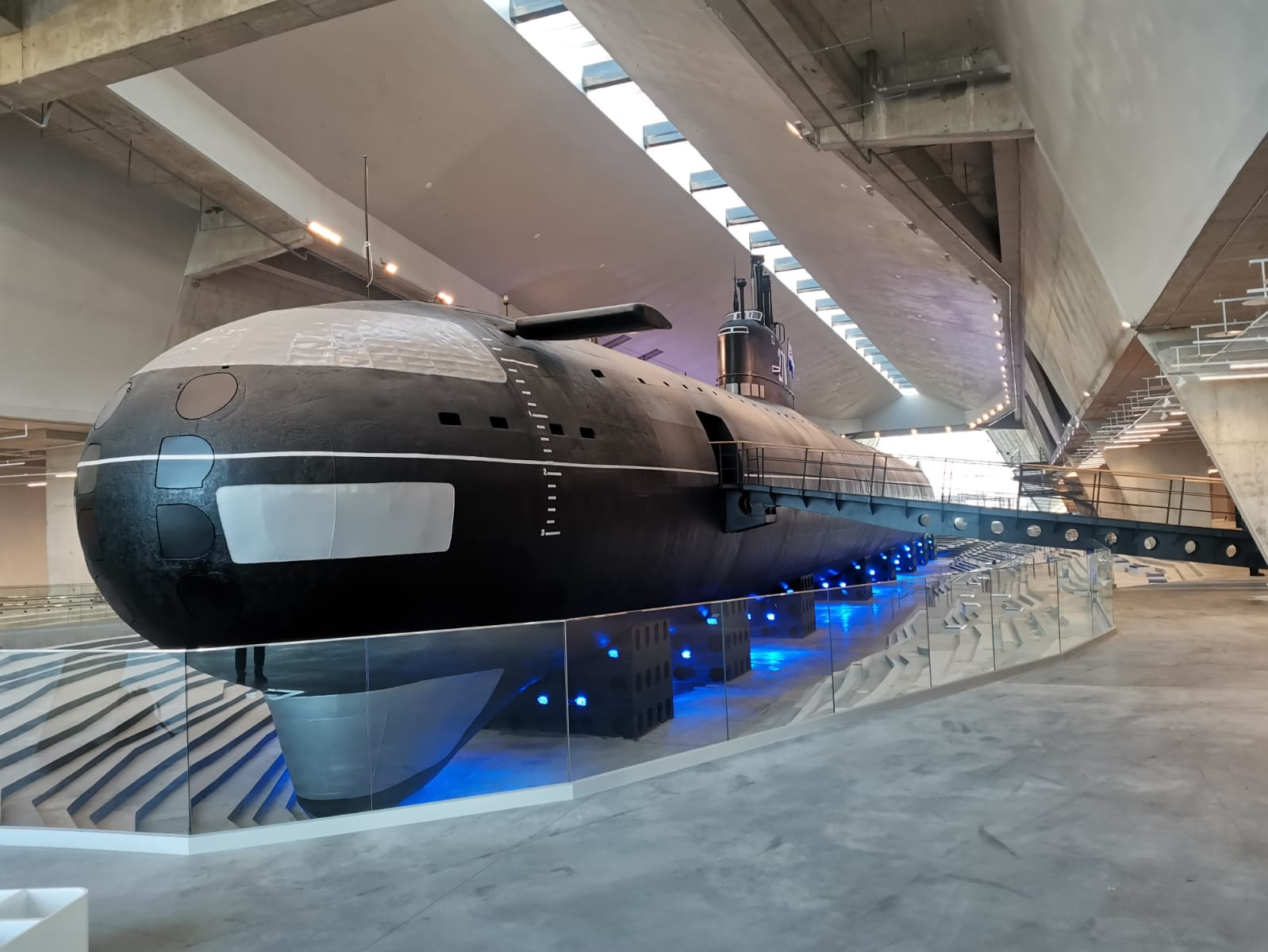
Il K-3 come nave museo

Nel 2021 venne dislocato nei cantieri navali di Kronstadt dove lo scafo fu esaminato e restaurato. Nel settembre 2022 è stato trasportato alla sua installazione permanente al Museo della gloria navale di Kronstadt. Dal gennaio 2024 è aperto al pubblico.

## Comandanti
- Agosto 1955 – dicembre 1959: L. G. Osipenko
- Dicembre 1959 – ottobre 1964: L. M. Zhiltsov
- Ottobre 1964 – Maggio 1967: G. S. Pervushin
- Luglio 1967 – luglio 1968: Y. F. Stepanov
- Luglio 1968 – gennaio 1972: A. Y. Zhukov
- Gennaio 1972 – marzo 1977: A. N. Bazko
- Marzo 1977 - aprile 1984: A. A. Rastvorov
- Giugno 1984 – Settembre 1986: O. V. Burtsev
- Settembre 1986 – marzo 1989: S. V. Murashov
- Giugno 1989 – febbraio 1995: Leonid Bondarenko
- Febbraio 1995 - giugno 2002: E. A. Fedorov
- Giugno 2002 – dicembre 2009: A. V. Tishchenko